# بی‌دندانگان
بی‌دندانگان(نام علمی: Anodonta) نام یک سرده از تیره صدف‌های سیاه رودخانه‌ای است.